# Verica Trstenjak
Verica Trstenjak (née en 1962) est docteur en droit slovène et professeur de droit européen. Entre 2006 et 2012 elle était avocat général à la CJUE, entre 2004 et 2006 juge au Tribunal.

## Début de carrière
Verica Trstenjak a passé son examen judiciaire en 1987 et a obtenu son doctorat en droit à la Faculté de droit de l’Université de Ljubljanaen 1995. Elle a travaillé comme chef du service juridique au ministère de la Science et de la Technologie entre 1994 et 1996 et comme secrétaire d'État au même ministère entre 1996 et 2000. En 2000, elle a occupé un poste de secrétaire général du gouvernement de la République de Slovénie.
En Slovénie elle a collaboré également avec les organisations non-gouvernementales et a participé aux préparations de la loi sur les établissements et sociétés. Entre 1997 et 2000 elle a fait partie du groupe de travail pour les négociations d’adhésion de la Slovénie à l'UE.

## Travaux scientifiques et universitaires
Verica Trstenjak a poursuivi ses études de doctorat à l'Université de Zürich, à l'Institut de droit comparé de l'Université de Vienne, à l'Institut Max-Planck de droit international privé à Hambourg, et l'Université libre d'Amsterdam.
En 1996, elle est devenue professeur de théorie du droit et de droit privé et en 2006 professeur titulaire (venia legendi) de droit civil et de droit européen.
Elle a été professeur invité aux Universités de Vienne et de Freiburg (Allemagne), à la Bucerius Law School à Hambourg et aux universités de Heidelberg, Bonn, Salzburg, Zürich, Liechtenstein, Amsterdam et Luxembourg ainsi qu'en dehors de l'UE à Sydney, Los Angeles, San Francisco et New York. Jusqu'en 2006, elle a été membre du groupe d'étude pour le code civil européen (Study Group on European Civil Code).
Elle a publié plus de 300 articles juridiques et plusieurs livres sur le droit européen et le droit privé; elle donne des discours à de nombreuses conférences internationales en Slovénie et à l'étranger (e.g. les conférences sur Common Frame of Reference (Münster, Osnabrück, Trier) ; Luxembourg : Europäischer Juristentag 2011 ; Trier : Jahrestagung der Gesellschaft für Rechtsvergleichung 2011 ; Université Humboldt de Berlin en 2012 ; Salzbourg : Europäische Notarentage, 2012; Barcelona: Europäische Juristentage 2013; Wien: General Reporter at IACL - International Academy of Comparative Law, 2014; Amsterdam: Keynote Speaker at International Conference of Consumer Law, 2015).
Elle est titulaire du master de Litigation in EU Intellectual Property Rights à l'Université de Luxembourg et des masters Evropsko civilno pravo (c'est-à-dire de Droit civil européen) et Pravosodni sistem Evropske unije (Système juridique de l'UE) à la Faculté européenne de droit à Nova Gorica ainsi qu'à l'Université de Vienne (depuis 2015). 
Après la fin de son mandat à la CJUE elle a été nommée Professeur de Droit européen à la Faculté de droit de l’Université de Vienne en 2013 (jusqu'à 2018). En plus elle est enseignante aux Universités de Ljubljana et Maribor. Elle est aussi enseignante aux universités d'été de Salzbourg (l'Université de Salzbourg), Strobl (l'Université de Vienne) et Alpbach (l'Université d'Innsbruck).  
En 2012 elle a été nommée Membre scientifique extérieur du nouveau Institut Max-Planck de droit processuel international et européen à Luxembourg. Depuis 2017 elle est membre de Management et Executive Board de l'Agence des droits fondamentaux de l'Union européenne (FRA) et de Advisory Committee (une sorte de tribunal arbitral) de l'organisation Energy Community (une organisation de droit international) (depuis 2015).

## Associations professionnelles et décorations
Membre du conseil éditorial de plusieurs revues juridiques en Slovénie et à l'étranger :
- European Law Review (ELR)
- Zeitschrift für Europäisches Unternehmens- und Verbraucherrecht (EUVR)
- Zeitschrift für Europäisches Privatrecht (ZEuP) (membre par correspondance)
- European Journal of Commercial Contract Law (EJCCL)
- Pravnik

Membre des comités scientifiques :
- Scientific Advisory Board à la Faculté de Droit de l'Université de Vienne
- Beirat des Instituts für Stiftungsrecht und das Recht der Non-Profit-Organisationen (Bucerius Law School) à Hambourg

Membre de plusieurs associations de juristes :
- Slovensko društvo za Evropsko pravo (présidente)
- European Law Institute (membre fondateur)
- Zivilrechtslehrervereinigung
- l'Association Henri Capitant des amis de la culture juridique française
- ISTR – International Society for Third-Sector Research

En 2003, elle a gagné le prix de l'Association des juristes slovènes, « juriste de l'année 2003 ».

## Travail à la Cour de justice de l'UE
Elle a travaillé comme juge au Tribunal de première instance des Communautés européennes (maintenant le Tribunal) du 7 juillet 2004 au 6 octobre 2006 et a été avocat général à la Cour de justice de l'Union européenne du 7 octobre 2006 au 28 novembre 2012.